# Tadeusz Tomaszewski
Tadeusz Tomaszewski (Niechanowo; 21 de Fevereiro de 1959) é um político da Polónia. Ele foi eleito para a Sejm em 25 de Setembro de 2005 com 12213 votos em 37 no distrito de Konin, candidato pelas listas do partido Sojusz Lewicy Demokratycznej.
Ele também foi membro da Sejm 1993-1997, Sejm 1997-2001, Sejm 2001-2005, Sejm 2005-2007, Sejm 2007-2011, Sejm 2011-2015, Sejm 2019-2023, Sejm 2023-2027.